# Rotinoff Motors

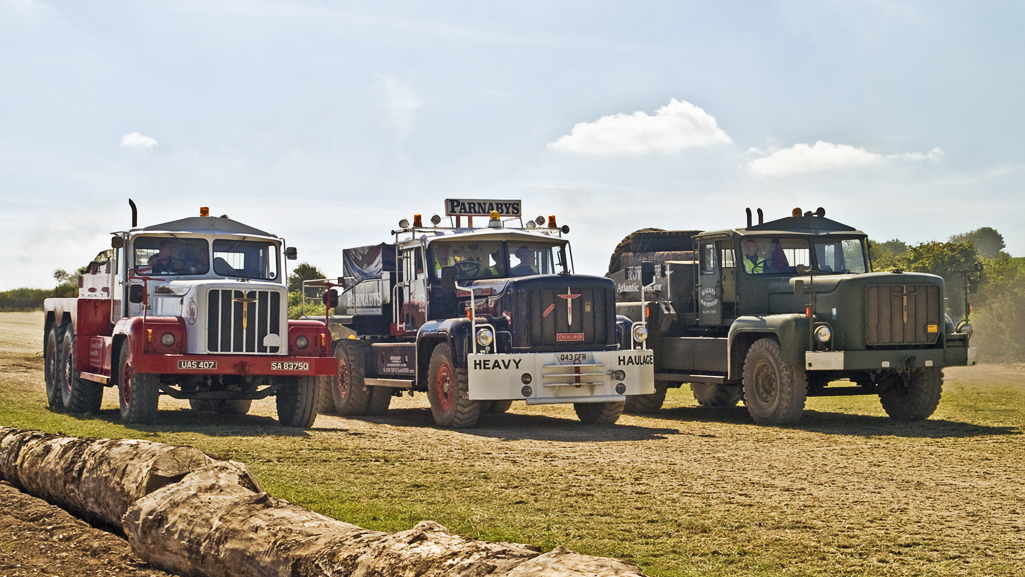
Drei der elf noch existierenden Rotinoff Atlantic

Rotinoff Motors Ltd war ein britischer Nutzfahrzeughersteller mit Sitz in Colnbrook im westlichen Londoner Umland.

## Geschichte
Gegründet wurde das Unternehmen 1952 durch den Weißrussen George Rotinoff, der Anfang der 1950er Jahre nach England ausgewandert war. Das Unternehmen Rotinoff war auf die Herstellung von Schleppern und Schwertransportfahrzeugen spezialisiert. Bekannt wurden die Fahrzeuge von Rotinoff in Europa unter anderen durch die Panzerschlepper bei der Schweizer Armee, die dort unter der Bezeichnung Rotinoff Atlantic GR 7 (Schlepper 35 t 6x4) geführt werden. Dieser Typ wurde ab 1958 bei den Schweizer Panzertruppen als Transportmittel für den Centurion Kampfpanzer eingesetzt.  Weitere Rotinoff Transporter waren als Road Train in Australien für den Rindertransport im Einsatz.
George Rotinoff starb 1959, die Markenbezeichnung Rotinoff wurde danach nicht weiter verwendet. Weltweit sind noch Rotinoff Fahrzeuge in Betrieb und heute begehrte Sammlerobjekte.

## Typen
- Rotinoff Atlantic
- Rotinoff Super Atlantic
- Rotinoff Viscount,  Rindertransporter  (gebaut 2 Stück)
- Rotinoff Pacific
- Rotinoff  Atkinson

## Standorte erhaltener Fahrzeuge
- Militärmuseum Schweiz
- Science Museum London